# Cúp AFC 2018
AFC Cup 2018 là phiên bản thứ 15 của AFC Cup, giải đấu cấp câu lạc bộ hạng hai châu Á được tổ chức bởi Liên đoàn bóng đá châu Á (AFC).
Al-Quwa Al-Jawiya vô địch giải đấu lần thứ ba liên tiếp sau khi đánh bại Altyn Asyr ở trận chung kết.

## Phân bổ đội của các hiệp hội
Ủy ban thi đấu AFC đã đề xuất một thể thức mới cho AFC Cup bắt đầu từ năm 2017, được chơi ở năm khu vực của AFC: Tây Á, Trung Á, Nam Á, ASEAN và Đông Á, với đội vô địch Khu vực Tây Á và đội vô địch liên khu vực giữa bốn khu vực khác trong trận chung kết, được tổ chức trên cơ sở luân phiên tại các địa điểm ở phía Đông và Tây. 46 hiệp hội thành viên của AFC (ngoại trừ Quần đảo Bắc Mariana) được xếp hạng dựa trên thành tích của đội tuyển quốc gia và câu lạc bộ của họ trong bốn năm qua trong các giải đấu của AFC, với việc phân bổ các vị trí cho các phiên bản 2017 và 2018 của các giải đấu cấp câu lạc bộ châu Á được xác định bởi bảng xếp hạng AFC rankings năm 2016 (Hướng dẫn nhập cảnh Điều 2.2):
- Các hiệp hội được chia thành năm khu vực:
  - Khu vực Tây Á bao gồm các hiệp hội từ Liên đoàn bóng đá Tây Á (WAFF).
  - Khu vực Trung Á bao gồm các hiệp hội từ Hiệp hội bóng đá Trung Á (CAFA).
  - Khu vực Nam Á bao gồm các hiệp hội từ Liên đoàn bóng đá Nam Á (SAFF).
  - Khu vực ASEAN bao gồm các hiệp hội từ Liên đoàn bóng đá ASEAN (AFF).
  - Khu vực Đông Á bao gồm các hiệp hội từ Liên đoàn bóng đá Đông Á (EAFF).
- Tất cả các hiệp hội không nhận được suất vào vòng bảng AFC Champions League đều đủ điều kiện tham dự AFC Cup.
- Trong mỗi khu vực, số lượng bảng trong vòng bảng được xác định dựa trên số đội tham dự, với số lượng vị trí được quyết định qua vòng loại giống như số lượng bảng:
  - Ở khu vực Tây Á và ASEAN, có ba bảng ở vòng bảng, bao gồm 9 suất vào thẳng, với 3 suất còn lại được quyết định qua vòng loại.
  - Ở khu vực Trung, Nam và Đông Á, có một bảng ở vòng bảng, bao gồm 3 suất vào thẳng, với 1 suất còn lại được quyết định qua vòng loại.
- Các hiệp hội hàng đầu tham dự AFC Cup ở mỗi khu vực theo bảng xếp hạng AFC có ít nhất một suất vào vòng bảng (bao gồm cả những đội thua vòng loại AFC Champions League), trong khi các hiệp hội còn lại chỉ nhận được suất dự vòng loại:
  - Đối với khu vực Tây Á và ASEAN:
    - Các hiệp hội xếp hạng 1-3 có hai suất vào vòng bảng.
    - Các hiệp hội xếp hạng 4-6 có một suất vào vòng bảng và một suất vào vòng loại.
    - Các hiệp hội xếp hạng 7 trở đi có một suất vào vòng loại.

  - Đối với khu vực Trung, Nam và Đông Á:
    - Các hiệp hội xếp hạng 1-3 có một suất vào vòng bảng và một suất vào vòng loại.
    - Các hiệp hội xếp hạng 4 trở đi có một suất vào vòng loại.
- Số suất tham dự tối đa cho mỗi hiệp hội là một phần ba tổng số đội đủ điều kiện trong giải quốc nội hàng đầu.
- Nếu bất kỳ hiệp hội nào từ bỏ các suất vào vòng bảng, chúng sẽ được phân phối lại cho hiệp hội đủ điều kiện cao nhất, với mỗi liên kết giới hạn tối đa là hai suất trực tiếp.
- Nếu bất kỳ hiệp hội nào từ bỏ các suất dự vòng loại, chúng sẽ bị hủy bỏ và không được phân phối lại cho bất kỳ hiệp hội nào khác.
- Nếu số lượng đội trong vòng loại ở bất kỳ khu vực nào ít hơn hai lần số lượng vị trí vòng bảng được quyết định qua vòng loại, các đội tham dự vòng loại của các hiệp hội đủ điều kiện cao nhất sẽ lọt vào vòng bảng.

Đối với AFC Cup 2018, các hiệp hội đã được phân bổ vị trí theo bảng xếp hạng hiệp hội được công bố vào ngày 30 tháng 11 năm 2016, trong đó có tính đến thành tích của họ tại AFC Champions League và AFC Cup, cũng như đội tuyển quốc gia của họ trong Bảng xếp hạng FIFA thế giới, trong khoảng thời gian từ 2013-2016.
| Participation for 2018 AFC Cup | Participation for 2018 AFC Cup |
| ------------------------------ | ------------------------------ |
|                                | Participated                   |
|                                | Not participated               |

| Xếp hạng | Xếp hạng | Hiệp hội thành viên | Điểm   | Suất dự   | Suất dự       | Suất dự      | Suất dự |
| Xếp hạng | Xếp hạng | Hiệp hội thành viên | Điểm   | Vòng bảng | Vòng loại     | Vòng loại    |         |
| Khu vực  | AFC      | Hiệp hội thành viên | Điểm   | Vòng bảng | Vòng Play-off | Vòng sơ loại |         |
| -------- | -------- | ------------------- | ------ | --------- | ------------- | ------------ | ------- |
| 1        | 10       | Iraq[IRQ]           | 37.240 | 2         | 0             | 0            |         |
| —        | 11       | Kuwait[KUW]         | 36.457 | 0         | 0             | 0            |         |
| 2        | 13       | Syria               | 34.257 | 2         | 0             | 0            |         |
| 3        | 15       | Jordan              | 31.213 | 2         | 0             | 0            |         |
| 4        | 19       | Bahrain             | 27.353 | 2         | 0             | 0            |         |
| 5        | 20       | Li Băng             | 22.077 | 2         | 0             | 0            |         |
| 6        | 22       | Oman                | 19.313 | 1         | 1             | 0            |         |
| 7        | 28       | Palestine           | 12.342 | 0         | 1             | 0            |         |
| —        | 33       | Yemen[YEM]          | 6.926  | 0         | 0             | 0            |         |
| Tổng     | Tổng     | Tổng                | Tổng   | 11        | 2             | 0            |         |
| Tổng     | Tổng     | Tổng                | Tổng   | 11        | 2             |              |         |
| Tổng     | Tổng     | Tổng                | Tổng   | 13        |               |              |         |

| Xếp hạng | Xếp hạng | Hiệp hội thành viên | Điểm   | Suất dự   | Suất dự       | Suất dự      | Suất dự |
| Xếp hạng | Xếp hạng | Hiệp hội thành viên | Điểm   | Vòng bảng | Vòng loại     | Vòng loại    |         |
| Khu vực  | AFC      | Hiệp hội thành viên | Điểm   | Vòng bảng | Vòng Play-off | Vòng sơ loại |         |
| -------- | -------- | ------------------- | ------ | --------- | ------------- | ------------ | ------- |
| 1        | 23       | Tajikistan          | 18.328 | 1         | 1             | 0            |         |
| 2        | 29       | Turkmenistan        | 11.514 | 1         | 0             | 1            |         |
| 3        | 31       | Kyrgyzstan          | 10.307 | 1         | 0             | 1            |         |
| —        | 32       | Afghanistan[AFG]    | 7.114  | 0         | 0             | 0            |         |
| Tổng     | Tổng     | Tổng                | Tổng   | 3         | 1             | 2            |         |
| Tổng     | Tổng     | Tổng                | Tổng   | 3         | 3             |              |         |
| Tổng     | Tổng     | Tổng                | Tổng   | 6         |               |              |         |

| Xếp hạng | Xếp hạng | Hiệp hội thành viên | Điểm   | Suất dự   | Suất dự       | Suất dự      | Suất dự |
| Xếp hạng | Xếp hạng | Hiệp hội thành viên | Điểm   | Vòng bảng | Vòng loại     | Vòng loại    |         |
| Khu vực  | AFC      | Hiệp hội thành viên | Điểm   | Vòng bảng | Vòng Play-off | Vòng sơ loại |         |
| -------- | -------- | ------------------- | ------ | --------- | ------------- | ------------ | ------- |
| 1        | 18       | Ấn Độ               | 27.930 | 1         | 0             | 1            |         |
| 2        | 26       | Maldives            | 15.345 | 1         | 0             | 1            |         |
| 3        | 37       | Bangladesh          | 4.158  | 1         | 0             | 1            |         |
| 4        | 38       | Bhutan              | 3.877  | 0         | 0             | 1            |         |
| —        | 39       | Nepal[NEP]          | 3.388  | 0         | 0             | 0            |         |
| —        | 44       | Sri Lanka[SRI]      | 1.656  | 0         | 0             | 0            |         |
| —        | 45       | Pakistan[PAK]       | 1.506  | 0         | 0             | 0            |         |
| Tổng     | Tổng     | Tổng                | Tổng   | 3         | 0             | 4            |         |
| Tổng     | Tổng     | Tổng                | Tổng   | 3         | 4             |              |         |
| Tổng     | Tổng     | Tổng                | Tổng   | 7         |               |              |         |

| Xếp hạng | Xếp hạng | Hiệp hội thành viên | Điểm   | Suất dự   | Suất dự       | Suất dự      | Suất dự |
| Xếp hạng | Xếp hạng | Hiệp hội thành viên | Điểm   | Vòng bảng | Vòng loại     | Vòng loại    |         |
| Khu vực  | AFC      | Hiệp hội thành viên | Điểm   | Vòng bảng | Vòng Play-off | Vòng sơ loại |         |
| -------- | -------- | ------------------- | ------ | --------- | ------------- | ------------ | ------- |
| 1        | 16       | Việt Nam            | 29.273 | 2         | 0             | 0            |         |
| 2        | 17       | Malaysia[MAS]       | 28.865 | 1         | 0             | 0            |         |
| 3        | 21       | Indonesia           | 20.372 | 2         | 0             | 0            |         |
| 4        | 24       | Myanmar             | 17.220 | 2         | 0             | 0            |         |
| 5        | 25       | Philippines         | 17.188 | 2         | 0             | 0            |         |
| 6        | 27       | Singapore           | 13.664 | 2         | 0             | 0            |         |
| 7        | 34       | Lào[LAO]            | 6.886  | 0         | 1             | 0            |         |
| 8        | 36       | Campuchia           | 4.856  | 0         | 1             | 0            |         |
| —        | 42       | Brunei[BRU]         | 2.785  | 0         | 0             | 0            |         |
| —        | 43       | Đông Timor[TLS]     | 2.409  | 0         | 0             | 0            |         |
| Tổng     | Tổng     | Tổng                | Tổng   | 11        | 2             | 0            |         |
| Tổng     | Tổng     | Tổng                | Tổng   | 11        | 2             |              |         |
| Tổng     | Tổng     | Tổng                | Tổng   | 13        |               |              |         |

| Xếp hạng | Xếp hạng | Hiệp hội thành viên    | Điểm   | Suất dự   | Suất dự       | Suất dự      | Suất dự |
| Xếp hạng | Xếp hạng | Hiệp hội thành viên    | Điểm   | Vòng bảng | Vòng loại     | Vòng loại    |         |
| Khu vực  | AFC      | Hiệp hội thành viên    | Điểm   | Vòng bảng | Vòng Play-off | Vòng sơ loại |         |
| -------- | -------- | ---------------------- | ------ | --------- | ------------- | ------------ | ------- |
| 1        | 30       | Triều Tiên             | 10.314 | 1         | 1             | 0            |         |
| 2        | 35       | Đài Bắc Trung Hoa[TPE] | 5.609  | 1         | 0             | 0            |         |
| 3        | 40       | Ma Cao[MAC]            | 3.087  | 1         | 0             | 0            |         |
| —        | 41       | Guam[GUM]              | 3.049  | 0         | 0             | 0            |         |
| 4        | 46       | Mông Cổ                | 1.430  | 0         | 1             | 0            |         |
| Tổng     | Tổng     | Tổng                   | Tổng   | 3         | 2             | 0            |         |
| Tổng     | Tổng     | Tổng                   | Tổng   | 3         | 2             |              |         |
| Tổng     | Tổng     | Tổng                   | Tổng   | 5         |               |              |         |

Ghi chú
1. ^ Afghanistan (AFG): Afghanistan đã không thực hiện hệ thống cấp phép câu lạc bộ.[6]
2. ^ Brunei (BRU): Brunei đã không thực hiện hệ thống cấp phép câu lạc bộ.[6]
3. ^ Đài Bắc Trung Hoa (TPE): Đài Bắc Trung Hoa chỉ có một đội tham dự, vì chỉ có một đội có được giấy phép AFC.[6]
4. ^ Guam (GUM): Guam đã không tuân thủ hệ thống cấp phép câu lạc bộ AFC Cup.[6]
5. ^ Iraq (IRQ): Iraq tham dự AFC Cup thay vì AFC Champions League vì họ không tuân thủ hệ thống cấp phép câu lạc bộ AFC Champions League.[7]
6. ^ Kuwait (KUW): Kuwait không thể tham dự do FIFA đình chỉ Hiệp hội bóng đá Kuwait vào hạn chót nhập cảnh.[8]
7. ^ Lào (LAO): Lào ban đầu có một đội tham dự: Lao Toyota, đội vô địch Lao Premier League 2017. Tuy nhiên, vào ngày 14 tháng 12 năm 2017, AFC thông báo rằng họ bị loại vì không đủ điều kiện tham dự AFC Cup 2018 do dàn xếp trận đấu trong năm 2015 và 2016.[9] Do họ là đội bóng duy nhất của Lào có giấy phép AFC, không có đội nào đủ điều kiện để thay thế họ.[6] Lao Toyota đã kháng cáo quyết định lên Tòa án Trọng tài Thể thao (CAS), và vào ngày 17 tháng 1 năm 2018, CAS phán quyết Lao Toyota sẽ đủ điều kiện tham dự giải.[10]
8. ^ Ma Cao (MAC): Ma Cao chỉ có một đội tham dự, vì chỉ có một đội có được giấy phép AFC.[6]
9. ^ Malaysia (MAS): Malaysia chỉ có một đội tham dự, Pahang, đội á quân Malaysia Super League 2017, đã lọt vào vòng bảng, quyết định không tham dự AFC Cup sau khi có giấy phép AFC, và kết quả là, suất dự vòng bảng thứ hai cho Malaysia đã bị hủy bỏ và không thể được thay thế bởi bất kỳ đội nào khác từ Malaysia (Entry Manual 12.12).[3][7][11][12][13]
10. ^ Nepal (NEP): Nepal đã không tuân thủ hệ thống cấp phép câu lạc bộ AFC Cup.[6]
11. ^ Pakistan (PAK): Pakistan không thể tham dự do FIFA đình chỉ Liên đoàn bóng đá Pakistan vào hạn chót nhập cảnh.[14]
12. ^ Sri Lanka (SRI): Sri Lanka đã không tuân thủ hệ thống cấp phép câu lạc bộ AFC Cup.[6]
13. ^ Timor-Leste (TLS): Timor-Leste đã không thực hiện hệ thống cấp phép câu lạc bộ.[6]
14. ^ Yemen (YEM): Yemen đã không thực hiện hệ thống cấp phép câu lạc bộ.[6]

## Các đội tham dự
Có tổng cộng 44 đội từ 26 hiệp hội tham dự giải đấu.
Chú thích:
- TH: Đương kim vô địch
- 1st, 2nd, 3rd,...: Vị trí tại giải quốc nội
- CW: Đội vô địch cúp quốc gia
- PW: Đội thắng play-off dự AFC Cup cuối mùa
- ACL PR1: Đội thua vòng sơ loại 1 AFC Champions League
- ACL PR2: Đội thua vòng sơ loại 2 AFC Champions League
- ACL PO: Đội thua vòng play-off AFC Champions League

| Tây Á                                  | Tây Á                            | Tây Á                           | Tây Á                          |
| -------------------------------------- | -------------------------------- | ------------------------------- | ------------------------------ |
| Al-Quwa Al-JawiyaTH (1st)              | Al-Wahda (CW)                    | Malkiya (1st, ACL PO)           | Al-Ansar (CW)                  |
| Al-Zawraa (CW)                         | Al-Faisaly (1st, CW, ACL PO)     | Manama (CW)                     | Dhofar (1st)                   |
| Al-Jaish (1st)                         | Al-Jazeera (2nd)                 | Al-Ahed (1st)                   |                                |
| Trung Á                                |                                  |                                 |                                |
| Istiklol (1st)                         | Altyn Asyr (1st)                 | Alay Osh (1st)                  |                                |
| Nam Á                                  |                                  |                                 |                                |
| Aizawl (1st, ACL PO)                   | New Radiant (1st, CW)            | Abahani Limited Dhaka (1st, CW) |                                |
| ASEAN                                  |                                  |                                 |                                |
| FLC Thanh Hóa (2nd, ACL PO) [Note VIE] | Bali United (2nd, ACL PR2)       | Yangon United (2nd)             | Tampines Rovers (2nd, ACL PR1) |
| Sông Lam Nghệ An (CW)                  | Persija Jakarta (4th) [Note IDN] | Ceres–Negros (1st, ACL PR2)     | Home United (3rd) [Note SIN]   |
| Johor Darul Ta'zim (1st, ACL PR2)      | Shan United (1st, CW, ACL PR1)   | Global Cebu (2nd)               |                                |
| Đông Á                                 |                                  |                                 |                                |
| April 25 (1st)                         | Hang Yuen (3rd) [Note TPE]       | Benfica de Macau (1st)          |                                |

| Tây Á                    | Tây Á                   | Tây Á | Tây Á |
| ------------------------ | ----------------------- | ----- | ----- |
| Al-Suwaiq (CW)           | Hilal Al-Quds (1st)     |       |       |
| Trung Á                  |                         |       |       |
| Khujand (CW)             |                         |       |       |
| Nam Á                    |                         |       |       |
| ASEAN                    |                         |       |       |
| Lao Toyota (1st)         | Boeung Ket Angkor (1st) |       |       |
| Đông Á                   |                         |       |       |
| Hwaebul (2nd) [Note PRK] | Erchim (1st)            |       |       |

| Tây Á          | Tây Á           | Tây Á                 | Tây Á                  |
| Trung Á        | Trung Á         | Trung Á               | Trung Á                |
| -------------- | --------------- | --------------------- | ---------------------- |
| Ahal (CW)      | Dordoi (CW)     |                       |                        |
| Nam Á          |                 |                       |                        |
| Bengaluru (CW) | TC Sports (2nd) | Saif (4th) [Note BAN] | Transport United (1st) |
| ASEAN          |                 |                       |                        |
| Đông Á         |                 |                       |                        |

Ghi chú
1. ^ Bangladesh (BAN): Sheikh Jamal, đội á quân Bangladesh Premier League 2017–18, không được cấp phép AFC. Do đó, Saif, đội hạng 4 và có thứ hạng cao nhất có giấy phép AFC nhưng không đủ điều kiện, tham dự vòng loại.[15]
2. ^ Đài Bắc Trung Hoa (TPE): Tatung và Taipower, đội vô địch và á quân Taiwan Premier League 2017, không được cấp phép AFC. Do đó, Hang Yuen, đội hạng 3 và đội duy nhất có được giấy phép AFC của giải, lọt vào vòng bảng.[6][16]
3. ^ Indonesia (IDN): Bhayangkara và PSM Makassar, đội vô địch và hạng 3 Liga 1 2017, không được cấp phép AFC. Do đó, Persija Jakarta, đội hạng 4 của giải, lọt vào vòng bảng.[17]
4. ^ Singapore (SIN): Albirex Niigata Singapore, đội vô địch S.League 2017, là đội bóng vệ tinh của câu lạc bộ Nhật Bản Albirex Niigata và không thể đại diện cho Singapore tham dự các giải đấu của AFC. Do đó, Home United, đội hạng 3 của giải, lọt vào vòng bảng.
5. ^ Việt Nam (VIE): Quảng Nam, đội vô địch Giải bóng đá vô địch quốc gia 2017, không được cấp giấy phép AFC. Do đó, FLC Thanh Hóa, đội á quân của giải, lọt vào vòng bảng.[18]
6. ^ North Korea (PRK): Sobaeksu, đội vô địch Hwaebul Cup 2017, không được cấp giấy phép AFC. Do đó, Hwaebul, đội á quân của giải, lọt vào vòng bảng.

## Vòng loại
Ở vòng loại, các cặp đấu diễn ra theo thể thức hai lượt. Luật bàn thắng sân khách, hiệp phụ (luật bàn thắng sân khách không được áp dụng trong hiệp phụ) và loạt sút luân lưu được sử dụng để xác định đội thắng nếu cần thiết (Regulations Article 9.3). Năm đội thắng vòng play-off lọt vào vòng bảng cùng với 31 đội được vào thẳng.
Sơ đồ của vòng loại của mỗi khu vực được xác định bởi AFC dựa theo bảng xếp hạng hiệp hội của mỗi đội, với đội đến từ hiệp hội xếp hạng cao hơn tổ chức trận lượt về.

### Vòng sơ loại
| Đội 1  | TTS | Đội 2 | Lượt đi | Lượt về |
| ------ | --- | ----- | ------- | ------- |
| Dordoi | 3–5 | Ahal  | 1–3     | 2–2     |

| Đội 1            | TTS | Đội 2     | Lượt đi | Lượt về |
| ---------------- | --- | --------- | ------- | ------- |
| Transport United | 0–3 | Bengaluru | 0–0     | 0–3     |
| Saif             | 1–4 | TC Sports | 0–1     | 1–3     |

### Vòng play-off
| Đội 1         | TTS | Đội 2     | Lượt đi | Lượt về |
| ------------- | --- | --------- | ------- | ------- |
| Hilal Al-Quds | 1–2 | Al-Suwaiq | 0–1     | 1–1     |

| Đội 1 | TTS | Đội 2   | Lượt đi | Lượt về |
| ----- | --- | ------- | ------- | ------- |
| Ahal  | 3–0 | Khujand | 1–0     | 2–0     |

| Đội 1     | TTS | Đội 2     | Lượt đi | Lượt về |
| --------- | --- | --------- | ------- | ------- |
| TC Sports | 2–8 | Bengaluru | 2–3     | 0–5     |

| Đội 1             | TTS | Đội 2      | Lượt đi | Lượt về |
| ----------------- | --- | ---------- | ------- | ------- |
| Boeung Ket Angkor | 4–3 | Lao Toyota | 3–3     | 1–0     |

| Đội 1  | TTS | Đội 2   | Lượt đi | Lượt về |
| ------ | --- | ------- | ------- | ------- |
| Erchim | 0–7 | Hwaebul | 0–4     | 0–3     |

## Vòng bảng
Lễ bốc thăm vòng bảng diễn ra vào ngày 6 tháng 12 năm 2017, 14:00 MYT (UTC+8), tại Trụ sở của AFC tại Kuala Lumpur, Malaysia. 36 được xếp vào chín bảng, mỗi bảng bốn đội: ba bảng ở khu vực Tây Á (Bảng A–C) và ASEAN (Bảng F–H), một bảng ở khu vực Trung (Bảng D), Nam (Bảng E) và Đông Á (Bảng I). Các đội cùng hiệp hội ở khu vực Tây Á và ASEAN không được xếp vào cùng một bảng.

### Bảng A
| VT | Đội               | ST | T | H | B | BT | BB | HS  | Đ  | Giành quyền tham dự |     | JAZ | QUW | MAL | SUW |
| -- | ----------------- | -- | - | - | - | -- | -- | --- | -- | ------------------- | --- | --- | --- | --- | --- |
| 1  | Al-Jazeera        | 6  | 4 | 2 | 0 | 13 | 6  | +7  | 14 | Bán kết khu vực     |     | —   | 1–1 | 1–0 | 4–0 |
| 2  | Al-Quwa Al-Jawiya | 6  | 3 | 3 | 0 | 11 | 7  | +4  | 12 | Bán kết khu vực     |     | 2–2 | —   | 1–1 | 2–0 |
| 3  | Malkiya           | 6  | 2 | 1 | 3 | 11 | 10 | +1  | 7  |                     |     | 1–2 | 3–4 | —   | 4–1 |
| 4  | Al-Suwaiq         | 6  | 0 | 0 | 6 | 4  | 16 | −12 | 0  |                     | 2–3 | 0–1 | 1–2 | —   |     |

### Bảng B
| VT | Đội       | ST | T | H | B | BT | BB | HS | Đ  | Giành quyền tham dự |     | AHE | ZAW | JAI | MAN |
| -- | --------- | -- | - | - | - | -- | -- | -- | -- | ------------------- | --- | --- | --- | --- | --- |
| 1  | Al-Ahed   | 6  | 3 | 3 | 0 | 11 | 5  | +6 | 12 | Bán kết khu vực     |     | —   | 1–1 | 1–1 | 3–1 |
| 2  | Al-Zawraa | 6  | 2 | 4 | 0 | 8  | 5  | +3 | 10 |                     |     | 1–1 | —   | 0–0 | 2–1 |
| 3  | Al-Jaish  | 6  | 1 | 4 | 1 | 4  | 6  | −2 | 7  |                     | 1–4 | 1–1 | —   | 1–0 |     |
| 4  | Manama    | 6  | 0 | 1 | 5 | 3  | 10 | −7 | 1  |                     | 0–1 | 1–3 | 0–0 | —   |     |

### Bảng C
| VT | Đội        | ST | T | H | B | BT | BB | HS | Đ  | Giành quyền tham dự |     | FAI | DHO | ANS | WAH |
| -- | ---------- | -- | - | - | - | -- | -- | -- | -- | ------------------- | --- | --- | --- | --- | --- |
| 1  | Al-Faisaly | 6  | 4 | 1 | 1 | 10 | 5  | +5 | 13 | Bán kết khu vực     |     | —   | 2–0 | 1–0 | 2–2 |
| 2  | Dhofar     | 6  | 2 | 2 | 2 | 4  | 5  | −1 | 8  |                     |     | 1–0 | —   | 0–2 | 2–0 |
| 3  | Al-Ansar   | 6  | 2 | 1 | 3 | 6  | 7  | −1 | 7  |                     | 1–3 | 1–1 | —   | 1–0 |     |
| 4  | Al-Wahda   | 6  | 1 | 2 | 3 | 5  | 8  | −3 | 5  |                     | 1–2 | 0–0 | 2–1 | —   |     |

### Bảng D
| VT | Đội        | ST | T | H | B | BT | BB | HS  | Đ  | Giành quyền tham dự  |     | ALT | IST | AHA | ALA |
| -- | ---------- | -- | - | - | - | -- | -- | --- | -- | -------------------- | --- | --- | --- | --- | --- |
| 1  | Altyn Asyr | 6  | 4 | 2 | 0 | 17 | 7  | +10 | 14 | Bán kết liên khu vực |     | —   | 2–2 | 1–0 | 5–0 |
| 2  | Istiklol   | 6  | 4 | 1 | 1 | 10 | 7  | +3  | 13 |                      |     | 2–3 | —   | 1–0 | 1–0 |
| 3  | Ahal       | 6  | 2 | 1 | 3 | 8  | 5  | +3  | 7  |                      | 0–0 | 0–1 | —   | 5–0 |     |
| 4  | Alay Osh   | 6  | 0 | 0 | 6 | 7  | 23 | −16 | 0  |                      | 3–6 | 2–3 | 2–3 | —   |     |

### Bảng E
| VT | Đội                   | ST | T | H | B | BT | BB | HS  | Đ  | Giành quyền tham dự  |     | BFC | RAD | ABD | AIZ |
| -- | --------------------- | -- | - | - | - | -- | -- | --- | -- | -------------------- | --- | --- | --- | --- | --- |
| 1  | Bengaluru             | 6  | 5 | 0 | 1 | 14 | 3  | +11 | 15 | Bán kết liên khu vực |     | —   | 1–0 | 1–0 | 5–0 |
| 2  | New Radiant           | 6  | 4 | 0 | 2 | 12 | 5  | +7  | 12 |                      |     | 2–0 | —   | 5–1 | 3–1 |
| 3  | Abahani Limited Dhaka | 6  | 1 | 1 | 4 | 5  | 12 | −7  | 4  |                      | 0–4 | 0–1 | —   | 1–1 |     |
| 4  | Aizawl                | 6  | 1 | 1 | 4 | 5  | 16 | −11 | 4  |                      | 1–3 | 2–1 | 0–3 | —   |     |

1. 1 2  Kết quả đối đầu: Aizawl 0–3 Abahani Limited Dhaka, Abahani Limited Dhaka 1–1 Aizawl.

### Bảng F
| VT | Đội               | ST | T | H | B | BT | BB | HS  | Đ  | Giành quyền tham dự |     | HOM | CER | BKA | SHA |
| -- | ----------------- | -- | - | - | - | -- | -- | --- | -- | ------------------- | --- | --- | --- | --- | --- |
| 1  | Home United       | 6  | 4 | 1 | 1 | 15 | 6  | +9  | 13 | Bán kết khu vực     |     | —   | 1–1 | 6–0 | 3–2 |
| 2  | Ceres–Negros      | 6  | 4 | 1 | 1 | 17 | 3  | +14 | 13 | Bán kết khu vực     |     | 0–2 | —   | 9–0 | 2–0 |
| 3  | Boeung Ket Angkor | 6  | 2 | 0 | 4 | 8  | 24 | −16 | 6  |                     |     | 3–2 | 0–4 | —   | 1–2 |
| 4  | Shan United       | 6  | 1 | 0 | 5 | 5  | 12 | −7  | 3  |                     | 0–1 | 0–1 | 1–4 | —   |     |

1. 1 2  Kết quả đối đầu: Home United 1–1 Ceres–Negros, Ceres–Negros 0–2 Home United.

### Bảng G
| VT | Đội           | ST | T | H | B | BT | BB | HS | Đ  | Giành quyền tham dự |     | YAN | GLO | THA | BAL |
| -- | ------------- | -- | - | - | - | -- | -- | -- | -- | ------------------- | --- | --- | --- | --- | --- |
| 1  | Yangon United | 6  | 4 | 1 | 1 | 15 | 9  | +6 | 13 | Bán kết khu vực     |     | —   | 3–0 | 2–1 | 3–2 |
| 2  | Global Cebu   | 6  | 2 | 2 | 2 | 9  | 10 | −1 | 8  |                     |     | 2–1 | —   | 3–3 | 1–1 |
| 3  | FLC Thanh Hóa | 6  | 1 | 3 | 2 | 9  | 11 | −2 | 6  |                     | 3–3 | 1–0 | —   | 0–0 |     |
| 4  | Bali United   | 6  | 1 | 2 | 3 | 8  | 11 | −3 | 5  |                     | 1–3 | 1–3 | 3–1 | —   |     |

### Bảng H
| VT | Đội                | ST | T | H | B | BT | BB | HS | Đ  | Giành quyền tham dự |     | PSJ | SLN | JDT | TAM |
| -- | ------------------ | -- | - | - | - | -- | -- | -- | -- | ------------------- | --- | --- | --- | --- | --- |
| 1  | Persija Jakarta    | 6  | 4 | 1 | 1 | 13 | 6  | +7 | 13 | Bán kết khu vực     |     | —   | 1–0 | 4–0 | 4–1 |
| 2  | Sông Lam Nghệ An   | 6  | 3 | 1 | 2 | 8  | 5  | +3 | 10 |                     |     | 0–0 | —   | 2–0 | 2–1 |
| 3  | Johor Darul Ta'zim | 6  | 3 | 1 | 2 | 8  | 9  | −1 | 10 |                     | 3–0 | 3–2 | —   | 2–1 |     |
| 4  | Tampines Rovers    | 6  | 0 | 1 | 5 | 5  | 14 | −9 | 1  |                     | 2–4 | 0–2 | 0–0 | —   |     |

1. 1 2  Kết quả đối đầu: Sông Lam Nghệ An 2–0 Johor Darul Ta'zim, Johor Darul Ta'zim 3–2 Sông Lam Nghệ An.

### Bảng I
| VT | Đội              | ST | T | H | B | BT | BB | HS  | Đ  | Giành quyền tham dự  |     | APR | BEN | HWA | HAN |
| -- | ---------------- | -- | - | - | - | -- | -- | --- | -- | -------------------- | --- | --- | --- | --- | --- |
| 1  | April 25         | 6  | 6 | 0 | 0 | 23 | 2  | +21 | 18 | Bán kết liên khu vực |     | —   | 8–0 | 1–0 | 5–1 |
| 2  | Benfica de Macau | 6  | 4 | 0 | 2 | 13 | 15 | −2  | 12 |                      |     | 0–2 | —   | 3–0 | 3–2 |
| 3  | Hwaebul          | 6  | 2 | 0 | 4 | 9  | 10 | −1  | 6  |                      | 0–2 | 2–3 | —   | 6–1 |     |
| 4  | Hang Yuen        | 6  | 0 | 0 | 6 | 6  | 24 | −18 | 0  |                      | 1–5 | 1–4 | 0–1 | —   |     |

### Các đội nhì bảng có thành tích tốt nhất

#### Tây Á
| VT | Bg | Đội               | ST | T | H | B | BT | BB | HS | Đ  | Giành quyền tham dự |
| -- | -- | ----------------- | -- | - | - | - | -- | -- | -- | -- | ------------------- |
| 1  | A  | Al-Quwa Al-Jawiya | 6  | 3 | 3 | 0 | 11 | 7  | +4 | 12 | Bán kết khu vực     |
| 2  | B  | Al-Zawraa         | 6  | 2 | 4 | 0 | 8  | 5  | +3 | 10 |                     |
| 3  | C  | Dhofar            | 6  | 2 | 2 | 2 | 4  | 5  | −1 | 8  |                     |

#### ASEAN
| VT | Bg | Đội              | ST | T | H | B | BT | BB | HS  | Đ  | Giành quyền tham dự |
| -- | -- | ---------------- | -- | - | - | - | -- | -- | --- | -- | ------------------- |
| 1  | F  | Ceres–Negros     | 6  | 4 | 1 | 1 | 17 | 3  | +14 | 13 | Bán kết khu vực     |
| 2  | H  | Sông Lam Nghệ An | 6  | 3 | 1 | 2 | 8  | 5  | +3  | 10 |                     |
| 3  | G  | Global Cebu      | 6  | 2 | 2 | 2 | 9  | 10 | −1  | 8  |                     |

## Vòng loại trực tiếp

### Bán kết khu vực
| Đội 1             | TTS | Đội 2      | Lượt đi | Lượt về |
| ----------------- | --- | ---------- | ------- | ------- |
| Al-Jazeera        | 2–1 | Al-Faisaly | 1–1     | 1–0     |
| Al-Quwa Al-Jawiya | 5–3 | Al-Ahed    | 3–1     | 2–2     |

| Đội 1        | TTS | Đội 2           | Lượt đi | Lượt về |
| ------------ | --- | --------------- | ------- | ------- |
| Home United  | 6–3 | Persija Jakarta | 3–2     | 3–1     |
| Ceres–Negros | 6–5 | Yangon United   | 4–2     | 2–3     |

### Chung kết khu vực
| Đội 1      | TTS | Đội 2             | Lượt đi | Lượt về |
| ---------- | --- | ----------------- | ------- | ------- |
| Al-Jazeera | 1–4 | Al-Quwa Al-Jawiya | 0–1     | 1–3     |

| Đội 1        | TTS | Đội 2       | Lượt đi | Lượt về |
| ------------ | --- | ----------- | ------- | ------- |
| Ceres–Negros | 1–3 | Home United | 1–1     | 0–2     |

### Bán kết liên khu vực
| Đội 1       | TTS  | Đội 2      | Lượt đi | Lượt về |
| ----------- | ---- | ---------- | ------- | ------- |
| Home United | 1–11 | April 25   | 0–2     | 1–9     |
| Bengaluru   | 2–5  | Altyn Asyr | 2–3     | 0–2     |

### Chung kết liên khu vực
| Đội 1    | TTS     | Đội 2      | Lượt đi | Lượt về |
| -------- | ------- | ---------- | ------- | ------- |
| April 25 | 3–3 (a) | Altyn Asyr | 2–2     | 1–1     |

### Chung kết
Ở trận chung kết, đội vô địch khu vực Tây Á và liên khu vực đối đầu với nhau, với đội chủ nhà (đội vô địch khu vực Tây Á) đảo ngược so với trận chung kết năm trước.
| Al-Quwa Al-Jawiya        | 2–0                      | Altyn Asyr |
| ------------------------ | ------------------------ | ---------- |
| - Ahmad 22' - Bayesh 57' | Live Report Stats Report |            |

## Giải thưởng
| Giải thưởng                | Cầu thủ       | Câu lạc bộ        |
| -------------------------- | ------------- | ----------------- |
| Cầu thủ xuất sắc nhất giải | Hammadi Ahmad | Al-Quwa Al-Jawiya |
| Vua phá lưới               | An Il-bom     | April 25          |

## Các cầu thủ ghi bàn hàng đầu
| Xếp hạng | Cầu thủ                | Câu lạc bộ        | MD1 | MD2 | MD3 | MD4 | MD5 | MD6 | ZSF1 | ZSF2 | ZF1 | ZF2 | ISF1 | ISF2 | IF1 | IF2 | F | Tổng |
| -------- | ---------------------- | ----------------- | --- | --- | --- | --- | --- | --- | ---- | ---- | --- | --- | ---- | ---- | --- | --- | - | ---- |
| 1        | An Il-bom              | April 25          | 1   | 2   | 2   | 2   | 1   |     |      |      |     |     | 1    | 2    | 1   |     |   | 12   |
| 2        | Bienvenido Marañón     | Ceres–Negros      | 2   |     | 1   | 1   | 3   |     | 2    | 1    |     |     |      |      |     |     |   | 10   |
| 2        | Sekou Sylla            | Yangon United     | 2   |     | 2   |     | 1   | 2   | 2    | 1    |     |     |      |      |     |     |   | 10   |
| 4        | Marko Šimić            | Persija Jakarta   |     | 3   |     |     | 4   | 1   |      | 1    |     |     |      |      |     |     |   | 9    |
| 4        | Song Ui-young          | Home United       | 1   |     | 1   | 1   | 1   | 1   | 1    | 1    |     | 1   |      | 1    |     |     |   | 9    |
| 6        | Altymyrat Annadurdyýew | Altyn Asyr        | 3   | 1   |     |     | 2   |     |      |      |     |     | 1    | 1    |     |     |   | 8    |
| 6        | Hammadi Ahmad          | Al-Quwa Al-Jawiya | 1   |     | 1   |     |     |     | 1    | 1    | 1   | 2   |      |      |     |     | 1 | 8    |
| 8        | Ahmad Zreik            | Al-Ahed           |     | 1   | 1   | 2   | 1   | 1   |      | 1    |     |     |      |      |     |     |   | 7    |
| 8        | Carlos Leonel          | Benfica de Macau  | 2   | 2   |     |     |     | 3   |      |      |     |     |      |      |     |     |   | 7    |
| 10       | Ali Ashfaq             | New Radiant       |     | 3   |     | 1   | 2   |     |      |      |     |     |      |      |     |     |   | 6    |
| 10       | Amjad Radhi            | Al-Quwa Al-Jawiya |     |     | 2   | 1   |     | 2   | 1    |      |     |     |      |      |     |     |   | 6    |
| 10       | Kim Yu-song            | April 25          |     |     | 4   |     | 1   |     |      |      |     |     |      |      | 1   |     |   | 6    |
| 10       | Musa Al-Taamari        | Al-Jazeera        | 1   | 1   | 1   |     |     | 1   | 1    | 1    |     |     |      |      |     |     |   | 6    |

Ghi chú: Bàn thắng ghi được ở vòng loại không được tính (Regulations Article 64.4).
Nguồn: AFC